# Lepturges megalops
Lepturges megalops es una especie de escarabajo longicornio del género Lepturges, categorizada en la tribu Acanthocinini, de la subfamilia Lamiinae. Fue descrita por Hamilton en 1896.

## Descripción
Mide 5,5-8 mm de longitud.

## Distribución
Se distribuye por Bahamas, Costa Rica, Estados Unidos, Guatemala, Honduras, México y Panamá.